# ناس نيويورك
ناس نيويورك «بشر من نيويورك» وتُختَصَـر (HONY) مدوّنة مصوّرة، كتاب يجمع صور عشوائية ومقابلات لأناس يعيشون في مدينة نيويورك. يرجع الفضل في إنشائها إلى المصور براندون ستانتون، الذي بدأ العمل عليها في شهر نوفمبر عام 2011، وقد تم تصوير ما يزيد عن 6 آلاف صورة حتى الآن وإرفاق ما يتحدث عنه صاحب الصورة. نجحت المدونة في كسب إعجاب العديد من الناس من خلال وسائل الإعلام. ففي أكتوبر كانت المدونة تضم ما يزيد عن 12.1 مليون معجب على صفحة الفيسبوك و 2.1 مليون متابع على إنستجرام.
 وفقا لإحصائية نوفمبر 2016، فقد بلغ عدد متابعين المدونة على الفيسبوك أكثر من 18 مليون متابع، وما يقرب من 6.2 مليون متابع على إنستجرام. ووفقا لإحصائية ديسمبر 2017 فقد تجاوز عدد المتابعين على إنستجرام 7 مليون متابع.
المصوّر براندون ستانتون الذي درس في جامعة جورجيا وانتقل إلى مدينة نيويورك بعد عمله في تداول السندات في شيكاغو. ليقرر بمتابعة شغفه في التصوير بعد فقدانه للعمل في عام 2010 بعد عامين من عمله ليقوم بالتقاط مجموعة من الصور ونشرها على صفحته على موقع فيسبوك.
في كلمة لمؤسس موقع تمبلر خلال أسبوع مواقع التواصل الاجتماعي لعام 2013 في نيويروك قال بأن مدونة ناس نيويورك هي مدونته المفضّلة على موقع تمبلر. وقد فازت مدونته أيضاً بجائزة Webby  لعام 2013 عَـن أفضل تمثيل لمهنة التصوير وجائزة صوت الناس كأفضل مدونة ثقافية.
وفي شهر كانون أوّل/ديسمبر تمّ ترشيح براندون ستانتون كأكثر الناس تأثيراً في العالم (تحت 30 عام) من قِبَل مجلة تايم.
في مارس 2015، نجح كتاب «ناس نيويورك» في الحفاظ على مكانته في قائمة مجلة نيويورك تايمز لأفضل كتاب مبيعا لمدة 31 أسبوع. تم استخدام اسم «ناس من» في العديد من المدن من صحفيين ومصورين معجبين بالمدونة.
في مارس 2016، كتب ستانتون خطاب مفتوح إلى دونالد ترامب تم نشرة على موقع التواصل الإجتماعي فيسبوك حصل الخطاب على 2.3 مليون إعجاب و 1.1 مليون مشاركة، ليدخل الخطاب بذلك في قائمة أكثر المنشورات مشاركة في تاريخ الفيسبوك.
استطاع ستانتون الحصول على صور من أكثر من 20 دولة من بينهم بنغلاديش، إيران، العراق، الهند، نيبال، فيتنام وباكستان. في يناير 2015، أجرى حوارا مع رئيس الولايات المتحدة السابق باراك أوباما في البيت الأبيض. أيضا في نفس العام، غطى ستانتون أزمة هجرة الأوروبيين بالمشاركة مع المفوضية السامية للأمم المتحدة لشؤون اللاجئين (UNHCR) في محاولة منة لتوضيح ونشر التجارب العاطفية للمهاجرين في أوروبا الفارين من حروب الشرق الأوسط. في سبتمبر 2016، استضاف ستانتون هيلاري كلينتون المرشحة الرئاسية الديموقراطية.

## المدونة

### مدينة نيويورك
بدأ ستانتون المدونة في نوفمبر 2010، بغرض تجميع 10,000 صورة لأناس يعيشون في ولاية نيويورك ووضعهم على خريطة نيويورك. سريعا ما تطور المشروع مع كثرة مقابلات ستانتون ووضعه تعليق المحاورين أسفل كل صورة لتصبح المدونة من أكثر المدونات شهرة ليس فقط على مستورى نيويورك ولا الولايات المتحدة بل على مستوى العالم أجمع. في غضون أشهر قليلة، أصبحت المدونة مشهورة جدا، لدرجة أنه عندما قام ستانتون بتجديد منشور الفيسبوك بالضغط على زر كيو (Q) بالخطأ وقام بنشرة حصل المنشور على أكثر من 73 إعجاب في أقل من دقيقة.
في ديسمبر 2016، وصل عدد المعجبين بالصفحة إلى ما يقرب من 18 مليون إعجاب. لدى ستانتون ما يقرب من 590,000 متابع على تويتر.

### خارج البلاد
في ديسمبر 2012، قضى ستانتون أسبوعين متجولا في شوارع إيران بغرض التقاط صور وإجراء مقابلات مع الإيرانيين. بعد تفجيرا ماراثون بوسطن في إبريل 2013، قضى ستانتون الأسبوع في إجراء الحوارات في بوسطن، ماساتشوستس. أثناء مؤتمر الجنوب للجنوبيين (SXSW) في عام 2014، قضى ستانتون أسبوعا في أوستن، تكساس، حيث عقد المؤتمر لآخذ صور الناس هناك.
في أغسطس 2014، بدأ ستانتون في مبادرة 50 يوم حول العالم بالتعاون مع هيئة الأمم المتحدة بغرض جمع صور وقصص الناس في 20 دولة حول العالم. تضمنت جولته: العراق، الأردن، فلسطين المحتلة والكيان الصهيوني، جمهورية الكونغو الديموقراطية، كينيا، أوغندا، جنوب السودان، أوكرانيا، الهند، نيبال، فيتنام والمكسيك.
في أغسطس 2015، سافر ستانتون إلى باكستان لتكوين مدونة صور جديدة. تم استخدام الصور في حملات للتوعية بدور وجهود سيدة غلام فاطمة في مساعد عمال المحاجر والرخام الباكستانيين.
بالتعاون مع المفوضية السامية للأمم المتحدة لشؤون اللاجئين (UNHCR) سافر ستانتون إلى أوروبا في عام 2015 لأخذ صور المهاجرين واللاجئين، الفارين من بلادهم بسبب الحروب إلى مأوي أمن. نجحت مبادرته وتم تكوين مجموعات دعم لمساعدة اللاجئين ولتوعيه الأوروبيين بأزمتهم وبكيفية التعامل معهم. صرح ستانتون في مقابله مع شبكة قنوات بي بي سي بأنه استخدم إسلوب جديد في محاورتهم متجنبا سؤالهم عن ماضيهم أو مستقبلهم.

## الكتب
إعتمد ستانتون في كتابه الأول على مدونته بشكل كبير حتى أنه أسمى الكتاب بنفس عنوان المدونة «ناس نيويورك». تم نشر الكتاب في أكتوبر 2013، من دار نشر القديس مارتن. تم بيع أكثر من 30,000 نسخة من الكتاب قبل الطلب. قام المذيع بيل وير باستضافة ستانتون على شبكة قنوات هيئة الإذاعة الأمريكية (ABC)الإخبارية للفترة المسائية في حلقه بعنوان «ناس نيويورك» صور أصبحت عالمية. بحلول مارس 2015، دخل الكتاب قائمة نيويورك تايمز لأكثر الكتب مبيعا ليظل في القائمة 31 أسبوع. كما شغل المركز الأول للكتاب غير الخيالي الأفضل مبيعا لأسبوع في 2013. وأسبوع في عام 2014.
في أكتوبر 2015، نشر ستانتون كتابة الثاني «ناس نيويورك: القصص» والتي تركز أكثر على تجميع أغلب القصص التي أجراها. في نوفمبر 2015، تم اختيار الكتاب ليدخل في قائمة نيويورك تايمز لأكثر الكتب مبيعا للكتب غير الخيالية لعام 2015. كما شغل المركز الأول مرة أخرى في الشهر التالي.

## الأعمال الخيرية
تبنت مدونة «ناس نيويورك» العديد من المبادرات الخيرية الناجحة واسعة الصيت. عقب إعصار ساندي، سافر ستانتون إلى أكثر المناطق تعرضا للأذى في مدينة نيويورك لتصوير المنازل المتدمرة، المتطوعين وأوائل المستجيبين للأزمة ساندي. تعاون ستانتون بعد منصة تمبلر ومؤسسها ديفيد كارب لإنشاء صندوق تبرعات لضحايا الإعصار. مع هدف مبدئي لجمع 100,000 دولار أمريكي، قاموا بجمع 86,000 دولار في أول 12 ساعة، لتنجح المبادرة سريعا بعد جمعهم 318,530 دولار مع نهاية المبادرة. ذهبت جميع التبرعات إلى ستيفن سيلر تابيل إلى مؤسسة تاورز، جمعية خيرية ظهرت جهودها للعامة بوضوح بعد إعصار ساندي.
في عام 2013، أطلقت مدونة «ناس نيويورك» حملة تبرعات أخرى لمساعدة مصور الأخبار داوين واتكين وزوجته في تبني طفل من أثيوبيا. كان الهدف من الحملة هو تجميع 26,000 دولار، لم يستغرق جمع هذا المبلغ غير 90 دقيقة فقط. إنتهت المبادرة بعد جمع 83,000 دولار ليذهب باقي المبلغ في صورة منحة تعليمية للطفل المتبني وأخته.
في عام 2014، تبنى ستانتون حملة تبرعات أخرى بغرض إرسال طفل قام بتصويرة وإجراء حوار معه مع عائلته في أجازة إلى مزرعة مواشي في كولورادو بعد أن علم أن حلم الطفل هو أن يمتلك حصان. بعد 15 دقيقة من كتابته للمنشور على صفحته الشخصية على الفيسبوك معلنا فيه بدء حملة التبرعات. تم تحديد مبلغ 7000 دولار، لتنتهي المبادرة بجمع 32,167 دولار. بعد دفع تكاليف الرحلة، تبرع ستانتون بمبلغ 20,000 دولار إلى مركز نيويورك للركوب العلاجي، منظمة خيرية تهدف لتوفير الأحصنة إلى الأطفال ذوي الإعاقة.
في يناير 2015، صور ستانتون وأجرى مقابلة مع فتى بعمر 14 عام من براونز فايل، بروكلين، فيدال شاستاتت، الذي قال أن تأثيره الأكبر يأتي من مدير مدرسة في موت ها، نادية لوبيز. تبنى ستانتون حملة تبرعات بغرض جمع 1,419,509 من 51,476 مساهم التي توفر للطلاب الأكاديمين الفرص لزيارة الجامعات في البرامج الصيفية، تطوير المنح الدراسية. أسفرت نتيجة المبادرة إلى زياره الطفل ومدير الأكاديمية إلى البيت الأبيض في عام 2015.
لاحقا في عام 2015، سافر ستانتون إلى باكستان وإيران في مبادرة تصوير دامت شهر أغسطس كاملا. غطى تأثير سيدة فاطمة على الباكستانيين، قائدة الحزب الليبرالي، تبنى أيضا مبادرة جمع فيها أكثر من 2.3 مليون دولار للمنظمة.
في مايو 2016، نشر ستانتون سلسله من المقابلات مع المعافيين من مرض السرطان في مركز سلوان كيترينك التذكاري في مدينة نيويورك. بعد نشر السلسلة تبنى حملة تبرعات بهدف دعم الأبحاث الخاصة بمرض سرطان الأطفال، بالإضافة إلى خدمات الدعم النفسي والاجتماعي للمرضى وعائلاتهم. في أول ثلاث أيام تم تجميع أكثر من 350,000 دولار من أكثر 10,000 شخص، بينما في غضون ثلاثة أسابيع تم تجميع أكثر من 3.8 مليون دولار من أكثر من 100,000 شخص.

### دكني
في عام 2013، لاحظ أحد متابعي مدونة ناس نيويورك استخدام إحدى محلات خط إنتاج دكني في بانكوك لصورة من المدونة بدون إذن. بعد علم العامة بالقضية وإثبات حقوق ملكية الصورة، طلب ستانتون من الشركة التبرع بمبلغ 100,000 دولار أمريكي بأسمة في جمعية الشبان المسيحيين في حي بيدفورد بالقرب من مدينة نيويورك. تمت مشاركة منشور التبرع أكثر من 40,000 مرة على الفيسبوك فقط. بعد تعرض الشركة للضغط الإعلامي على التلفاز ووسائل التواصل الإجتماعي وافقت الشركة على نشر اعتذار رسمي على صفحتها واتبرع بمبلغ 25,000 دولار، الأمر الذي إستغله ستانتون في حمله تبرعات أخرى لينجح في جني 103,000 دولار.

## ناس نيويورك: السلسلة
في التاسع والعشرين من شهر أغسطس عام 2017 (29-8-2017)، تم عرض الفيلم الوثائقي «ناس نيويورك: السلسلة» على شبكة التواصل الإجتماعي فيسبوك كجزء من إطلاق منصة المحتوى المتميز. من عام 2014 إلى عام 2017، حاور ستانتون أكثر من 1200 من رواد ولاية نيويورك على الفيديو.
شمل الموسم الأول ثلاثة عشر حلقة تراوحت الحلقة الواحدة من 15-25 دقيقة. تم الإعلان في ديسمبر 2017، أن هذة السلسلة هي السلسلة الأكثر مشاهدة على الفيسبوك.

## النقد
كتب دانيال دي أداريو مقالة في جريدة كواكير بعنوان «مشكلتي مع ناس نيويورك»، وصف المدونة بأنها مدونة بغرض الشهرة عندما إكتشفها لأول مرة عن طريق فتاه تحضر فصل تعليم اللغة الإنجليزية في الكلية التي يدرس فيها. الوصف الذي إعتذر منه عندما تبين له أن المدونة أكبر من كونها شخصية، كما صرح قائلا: 

إن الناس في المدونة مثيريين بدرجة كافية لتجعلك تشك في أن ستانتون لا يأخذ عينة عشوائية كما يدعي. وإنما يقوم بإختيار أكثر القصص إثارة وينشرها. إما هذا أو أن ستانتون قد أصبح شخصية مشهورة جدا يريد الناس أن يظهروا معه لدرجة تجعلهم يختلقون القصص.

## وصلات خارجية
- الموقع الرسمي
- قصة براندون ستانتون على تيد

### فيديو
- براندون ستانتون: كيف أقترب من الغرباء في الشارع
- إحدى حلقات سلسلة ناس نيويورك
- ناس نيويورك: القصص
- حوار شبكة آيه بي سيه مع براندون ستانتون